# 大炊御門家孝
大炊御門家孝（1747年3月6日—1799年6月16日），是江戶時代後期的公卿；也是藤原北家清華家的大炊御門家當主。

## 生涯
大炊御門家孝在延享四年（1747年）出生，是父母大炊御門經秀及醍醐氏（醍醐冬熙女）的長子。寬延元年（1748年）敘從五位下，歷任侍從、右近衛權少將與右近衛權中將，寶曆六年（1756年）敘從三位，位列公卿。
後來他也曾任職權中納言、權大納言及踏歌節會外弁。天明二年（1782年）成為皇太后近衛維子的皇太后宮權大夫，不過因為維子皇太后在翌年崩御，故他也在次年辭職。
天明七年（1787年）與寬政四年（1792年）兩度擔任內大臣，寛政八年（1796年）成為右大臣，同年辭職，到寬政十一年（1799年）逝世，享年52歲。
| 王位覬覦者          | 王位覬覦者                                                      | 王位覬覦者          |
| ------------------- | --------------------------------------------------------------- | ------------------- |
| 前任： 大炊御門經秀 | 大炊御門家當主 1752年12月20日－1799年6月16日                    | 繼任： 大炊御門經久 |
| 官衔                |                                                                 |                     |
| 前任： 近衞經熙     | 內大臣 1779年5月15日－1787年7月11日 1792年1月29日－1792年2月6日 | 繼任： 鷹司政熙     |
| 前任： 久我信通     | 內大臣 1779年5月15日－1787年7月11日 1792年1月29日－1792年2月6日 | 繼任： 西園寺賞季   |
| 前任： 二條治孝     | 右大臣 1796年5月30日－1796年10月26日                            | 繼任： 西園寺賞季   |
| 军职                |                                                                 |                     |
| 前任： 鷹司政熙     | 右大將 1781年2月4日－1782年4月12日 1792年1月29日－1792年2月6日  | 繼任： 二條治孝     |
| 前任： 久我信通     | 右大將 1781年2月4日－1782年4月12日 1792年1月29日－1792年2月6日  | 繼任： 西園寺賞季   |